# Herszonówka
Herszonówka (rum. Gherșunovca, ros. Гершуновка) – wieś o spornej przynależności państwowej (de iure Mołdawia, de facto Naddniestrze), w rejonie Rybnica.
W czasach Rzeczypospolitej wieś leżała w województwie bracławskim. Odpadła od Polski w wyniku II rozbioru. Dawniej kolonia żydowska.